# 中村優花
中村優花（1997年7月4日—）是日本的女性偶像團體SKE48Team E的前成員。愛知縣出身。隸屬於AKS。

## 來歷
- 2010年9月29日、SKE48第4期生選拔合格（參加總數5,888名、最終合格者16名）。
- 2010年12月6日、由研究生到Team E初期為選抜成員。
- 2011年11月28日、在Team E晚間公演時宣佈因為學業因素、將在2011年底從SKE48畢業。
- 2011年12月31日、在出席第62屆紅白歌合戰表演後，正式從SKE48畢業、並退出演藝圈。

## 人物
- 2011年新年的寫作是「每天感謝」。
- 籃球部所屬[1]。
- 喜歡的顏色是紫色。
- 有一個小3歳的妹妹和一個小5歳的弟弟。

## SKE48参加曲

### 單曲CD選抜曲
- 大波斯菊的記憶 - 白組名義
- 讓我不敢靠近
- 畢業式忘記的東西 - 白組名義

### 劇場公演小組曲
teamE 1st Stage 「睡衣兜風」公演
1. てもでもの涙
2. 天使のしっぽ  ※

※木本花音的小組under

## 出演

### 電視
- 知って解決!SKEっとネット（2011年2月7日、NHK名古屋）
- ぶっつけ!!〜SKE48マルチタレントへの道〜（2011年4月8日 - 6月10日、東海電視台）
- バナナマンのブログ刑事（2011年5月31日東海電視台）

### 電台
- SKE48♥1+1可不等於2!（2010年11月25日・2011年1月7日、東海電台）
- SKE48 歡迎來到摩天輪!!（2011年5月30日、CBC電台）

### 演唱會
- SKE48 演唱會「這汗量不是鬧著玩的」（2010年10月、SHIBUYA-AX、Zepp Nagoya、神戶国際会館大廳）
- Kinect for Xbox 360 Presents 1!2!3!4!請多關照!勝負是今後! supported by LAWSON（2010年11月27日、愛知縣藝術劇場大廳）

## 註解
1. ↑  『中日スポーツ』 2011年1月31日号

## 外部連結
- SKE48公式プロフィール（页面存档备份，存于）
- 中村優花オフィシャルブログ「中村優花のいちばんぼしにっき」[]